# كامبو بونيتو
كامبو بونيتو بلدية في ولاية بارانا في المنطقة الجنوبية من البرازيل.